# Live Phish Volume 13
Live Phish Volume 13 è un album dal vivo dei Phish, pubblicato il 29 ottobre 2002 (in contemporanea ai Volumi 14, 15 e 16 della serie Live Phish) dalla Elektra Records. Il disco documenta l'esibizione del gruppo al Civic Center di Glens Falls (New York), nella notte di Halloween del 1994.
È il primo dei 6 spettacoli di Halloween in cui i Phish hanno eseguito dal vivo in un unico concerto un intero album di un altro artista. Il gruppo diede la possibilità ai propri fan di scegliere quale disco altrui avrebbero voluto ascoltare, e il risultato fu il disco omonimo dei Beatles (noto anche come The White Album), del quale vennero eseguite in successione tutte e 30 le tracce (il brano finale Good Night non è contenuto nel volume perché i Phish, anziché eseguirlo dal vivo, ne diffusero la registrazione al termine della performance).
Il concerto iniziò alle 19.30 del 31 ottobre e terminò alle 3:20 di mattina del 1º novembre, diventando una delle più lunghe performance live dei Phish. A causa della durata, il concerto fu diviso in 3 successive uscite (o "set") e terminò con 3 brani eseguiti come bis.

## Tracce

### Disco 1
Primo set:
1. Frankenstein
2. Sparkle
3. Simple
4. The Divided Sky
5. Harpua
6. Julius
7. The Horse
8. Silent in the Morning

### Disco 2
Continuazione del primo set:
1. Reba
2. Golgi Apparatus

Secondo set (esecuzione integrale dell'album The Beatles):
1. Ed Sullivan Intro
2. Back in the U.S.S.R.
3. Dear Prudence
4. Glass Onion
5. Ob-La-Di, Ob-La-Da
6. Wild Honey Pie
7. The Continuing Story of Bungalow Bill
8. While My Guitar Gently Weeps
9. Happiness is a Warm Gun
10. Martha My Dear
11. I'm so tired
12. Blackbird
13. Piggies
14. Rocky Raccoon
15. Don't Pass by

### Disco 3
Continuazione del secondo set:
1. Why Don't We Do It in the Road?
2. I will
3. Julia
4. Birthday
5. Yer Blues
6. Mother Nature's Son
7. Everybody's Got Something to Hide Except Me and My Monkey
8. Sexy Sadie
9. Helter Skelter
10. Revolution 1
11. Honey Pie
12. Savoy Truffle
13. Cry Baby Cry
14. Revolution 9

### Disco 4
Terzo set:
1. David Bowie
2. Bouncing Around the Room
3. Slave to the Traffic Light
4. Rift
5. Sleeping Monkey
6. Poor Heart
7. Run Like an Antelope

Eseguiti come bis:
1. Amazing Grace
2. Costume Contest
3. The Squirming Coil